# ホンダ・CB1300スーパーフォア
CB1300スーパーフォア(CB1300 SUPER FOUR/CB1300SF/シービーせんさんびゃくスーパーフォア)は本田技研工業が1998年から2025年まで製造販売していたCBシリーズの排気量が1300ccクラスのオートバイである。
CB1000スーパーフォアから引き継がれたPROJECT BIG-1コンセプトに基づいた同社のリッタークラスネイキッド主力車種ならびにCBシリーズのフラッグシップモデルであった。
本項では派生車種のCB1300スーパーボルドール(CB1300 SUPER BOL D'OR/CB1300SB/シービーせんさんびゃくスーパーボルドール)・CB1300スーパーツーリング(CB1300 SUPER TOURING/CB1300ST/シービーせんさんびゃくスーパーツーリング)ならびに各都道府県警察向け白バイ仕様のCB1300Pについても解説を行う。欧州向け輸出仕様はCB1300の名称で販売される。
またSUPER FOUR・SUPER BOL D'OR両車種とも2025年2月21日付発表で生産終了がアナウンスされた。

## 初代(SC40)
型式名SC40。CB1000スーパーフォアの後継車種として1997年の第32回東京モーターショーに参考出品され、1998年3月に発売された。CB1000スーパーフォアからは以下の設計変更が行われた。
- X4からキャリーオーバーとなる排気量1,284ccのSC38E型水冷4ストローク直列4気筒4バルブDOHCエンジンを搭載。ただし、キャブレターをVEPCからVEPBへの変更や排気系ならびに点火時期などの専用チューニングが施された。
- 前後ホイールを18インチから17インチに小径化。
- マフラーは左右2本出しの4into2into1into2の両側2本出しタイプ。
- SHOWA製リヤサスペンションに本田技研工業の市販オートバイとして初めてダブルプロリンク機構を採用。

### モデルイヤー別詳細
1998年モデル
1998年2月10日発表、同年3月2日発売。
以下のカラーをラインナップ。
- パールフェイドレスホワイトxキャンディブレイジングレッド
- キャンディブレイズオレンジ
- フォースシルバーメタリック

1999年モデル
1999年2月25日発表、同月26日発売。以下の仕様変更を実施。
- 前後サスペンションにプリロードならびにダンピングフォース[注 2]調整機構を追加。
- センタースタンドを標準装備。
- 販売価格を10,000円アップの950,000円とする。
- カラーラインナップを以下の3色へ変更。
  -       パールフェイドレスホワイトxキャンディブレイジングレッド
  -    フォースシルバーメタリック
  -       キャンディフェニックスブルーxシルバーストライプ

また4月26日にはフォースシルバーメタリック単色で前後サスペンション調整機構やセンタースタンドを装着しない低価格仕様車が899,000円で発売された。
2000年モデル
2000年1月31日発表、2月1日発売。以下の仕様変更を実施。
- エンジンとラジエーターをシルバーに塗装変更。
- 前後ブレーキキャリパーをゴールドに塗装変更。
  - このモデルまでフロントブレーキキャリパーはNISSIN製対向6ピストンキャリパーを採用。
- リヤブレーキロッドをブラックに塗装変更。
- カラーラインナップはフォースシルバーメタリックを廃止し以下の新色を追加。
  -       イタリアンレッドxブルーストライプ

2001年モデル
2000年9月27日発表、同月28日発売。以下の仕様変更を実施。
- 二次空気導入装置を採用し平成12年二輪車排出ガス規制に適合させ型式名をBC-SC40に変更。
- 燃料消費率を21.6km/L→23.5km/L(60km/h定地走行テスト値)となり燃費が8%向上。
- 全体で5kgの軽量化。
  - リヤホイールの肉薄化。
  - フロントブレーキキャリパーを従来の6ポットからVTR1000 SP-1/2などで採用されたNISSIN製対向式4ポットキャリパーへ変更。
  - フロントブレーキハブをスチールからアルミへ変更。
  - マフラーの肉薄化。
  - フロントフォークダンパーロッドをスチールからアルミとし減衰力特性見直しを同時に実施しフロントタイヤ接地感を向上。
- ハンドル形状を上方に2mm、手前に27.8mm変更。
- 荷掛けフックを新たにマフラー取り付けステー先端部に追加することで積載時の取り扱いやすさを向上。
- カラーラインナップはイタリアンレッドxブルーストライプを廃止し以下の新色を追加。
  -       ブラックxオレンジストライプ

また上述の年式とは別にPRO'S 店専売の限定モデルが、CB1300 SUPER FOUR SPECIAL の車名で2回製造販売された。
- 2001年8月27日：WGP500勝記念車[6]500台限定
- 2002年6月26日：PROJECT BIG-1コンセプト誕生10周年記念車[7]450台限定

限定モデルはモリワキエンジニアリング製マフラーを装備し、2001年モデルではチタンサイレンサー・2002年モデルではカーボンサイレンサーが採用された。なお、モリワキ製マフラーは工場出荷時ではなく車両登録後にPRO'S 店で装着される措置が採られた。

## 二代目(SC54)
型式名BC-SC54。2003年2月7日にシリーズ初のフルモデルチェンジが行われ、発売されたモデルである。本モデルより海外への輸出が開始されたが、輸出モデルは製造開始当初存在していた日本国内の最高出力自主規制が適用されないため出力が異なる。
先代のSC40型からは以下の設計変更が実施された。
- エンジン単体で8kg、全体で20kgの軽量化。
- エンジンは排気量・内径x行程の変化はないものの以下の設計変更により型式がSC54Eへ変更。
  - 環境性能への配慮から燃料供給装置をキャブレターからPGM-Fi(電子制御式燃料噴射装置)に変更。
  - エンジン放熱用フィンを廃止。
  - シリンダーブロックの肉薄化
  - 三次元点火時期制御システムを採用。
  - ロッカーアームをカムがリフターを介して直接バルブを押す直押しタイプに変更。
- マフラーを4into2into1の右側1本出し集合タイプに変更。
- サイレンサー後部に可変排気バルブを装着。
- 駆動音の発生を抑えるためローラー間に樹脂製ワッシャーを装備するドライブチェーンを採用。
- ホイールは17インチのままタイヤサイズを前120/70・後180/55に変更。
- ダブルクレードルフレームをコンパクト化し、7kgの軽量化とホイールベースを30mm短縮。
- リヤサスペンションのプロリンク機構を廃止。
- 盗難予防の見地からイモビライザーシステムのH.I.S.S.[注 4]を搭載。
- シート下に容量12Lの収納スペースを設置。

なお、本モデルは数度のマイナーチェンジを実施しながら2025年まで販売が継続されていたがSUPER FOUR同様に2025年2月21日付発表で生産終了がアナウンスされた。

### 派生車種
本型式には以下の派生モデルが存在する。

#### SUPER BOL D'OR
2005年のマイナーチェンジで追加されたハーフカウルを装備するモデル。高速走行時の風圧軽減と走行安定性を向上させるほか、角型マルチリフレクターヘッドライトやスモークスクリーンを採用し、カウル内側には左右計約1Lの収納スペースを確保する。

#### SUPER TOURING
2009年12月18日に追加発売されたツアラーモデル。SUPER BOL D'ORをベースにするが、以下の変更点がある。
- 後部サイド両側に、容量29Lの取外し可能なパニアケースを標準装備。
- フレームはパニアケース用ステーを装備するほか、スイングアームピボット部やシートレール部の剛性見直しを実施し、ヘッドパイプ下部にはクロスパイプを追加。
- ハンドル位置をスーパーボルドール比で40mm手前12mmアップに変更。
- 前後輪連動式のコンバインドABS：T.R.-C.ABS(Torque Reaction Combined Anti lock Brake System)を標準装備。
- フロントスクリーンを大型化し、カウルにエアスリットを装備。
- マフラー形状がパニア装着時を考慮した低位置マウントとなり、跳ね上げ角度も小さい専用品を装備。
  - このため最高出力・最大トルクの発生回転数はスーパーフォア・スーパーボルドールと同じだが100ps・11.5kg-mと若干異なる。
- ACジェネレーターの出力を大幅に増加させカバーを黒塗装化。
- 車両重量が284kgまで増加。

2014年のモデルチェンジでSUPER BOL D'ORに発展的吸収され生産終了。

### モデルイヤー別詳細
2003年モデル
2003年1月30日発表、2月7日発売。
車体番号100001 - 
以下のカラーがラインナップされた。
- パールフェイドレスホワイトxキャンディブレイジングレッド
- ブラックxフォースシルバーメタリック
- フォースシルバーメタリック

7月22日にカラーバリエーションに      パールヘロンブルーxフォースシルバーメタリックを追加。
2004年モデル
2004年2月26日発表、同月27日発売。
車体番号110001 - 
カラーバリエーションを以下に変更。
- パールフェイドレスホワイトxキャンディアラモアナレッド、ホイール色：ゴールド
- デジタルシルバーメタリックxブラックメタリック、ホイール色：グレーメタリック
- パールヘロンブルーxフォースシルバーメタリック、ホイール色：グレーメタリック
- ダークネスブラックメタリック、ホイール色：ゴールド

また、これらとは別に2003年に参戦した鈴鹿8耐仕様の限定車CB1300 SUPER FOURドリームスペシャルがDREAM店のみで100台限定発売された。
2005年モデル
2005年2月18日発表、同月28日発売。
車体番号120001 - 
SUPER BOL D'OR追加に伴うマイナーチェンジで以下の変更を実施。
- 2004年に開催されたドイツモーターサイクルショーで発表されたABS搭載モデルを追加。
- ホイール色をゴールドに変更。
- 点火時期やPGM-Fiの設定を変更し低速時のスロットルレスポンスを向上。
- サイドカバーを左右10mmずつスリム化し足付性を向上。
- シート前後の表革パターンを変更。
- メーターイルミ色をグリーンからブルーに変更。
- カラーラインナップを以下の2種類に整理。
  -       パールフェイドレスホワイトxキャンディアルカディアンレッド
  -    キャンディタヒチアンブルー(ABS非搭載車のみの設定)

2006年モデル
2006年1月20日発表、同月31日発売。
車体番号130001 - 
以下の変更を実施。
- ウインカーレンズをオレンジからスモークに変更。
- リヤサスペンションのスプリング塗装をシルバーからレッドに変更。
- カラーバリエーションはABS装備車を含み以下の3種に変更。
  -          パールフェイドレスホワイトxキャンディーアルカディアンレッド、ホイール色：スーパーゴールドメタリック
  -       アイアンネイルシルバーメタリック、ホイール色：マットアクシスグレイメタリック(SUPER FOUR)
  -       デジタルシルバーメタリック、ホイール色：マットアクシスグレイメタリック（SUPER BOL D’OR）

2006年3月10日発表、同月31日発売。

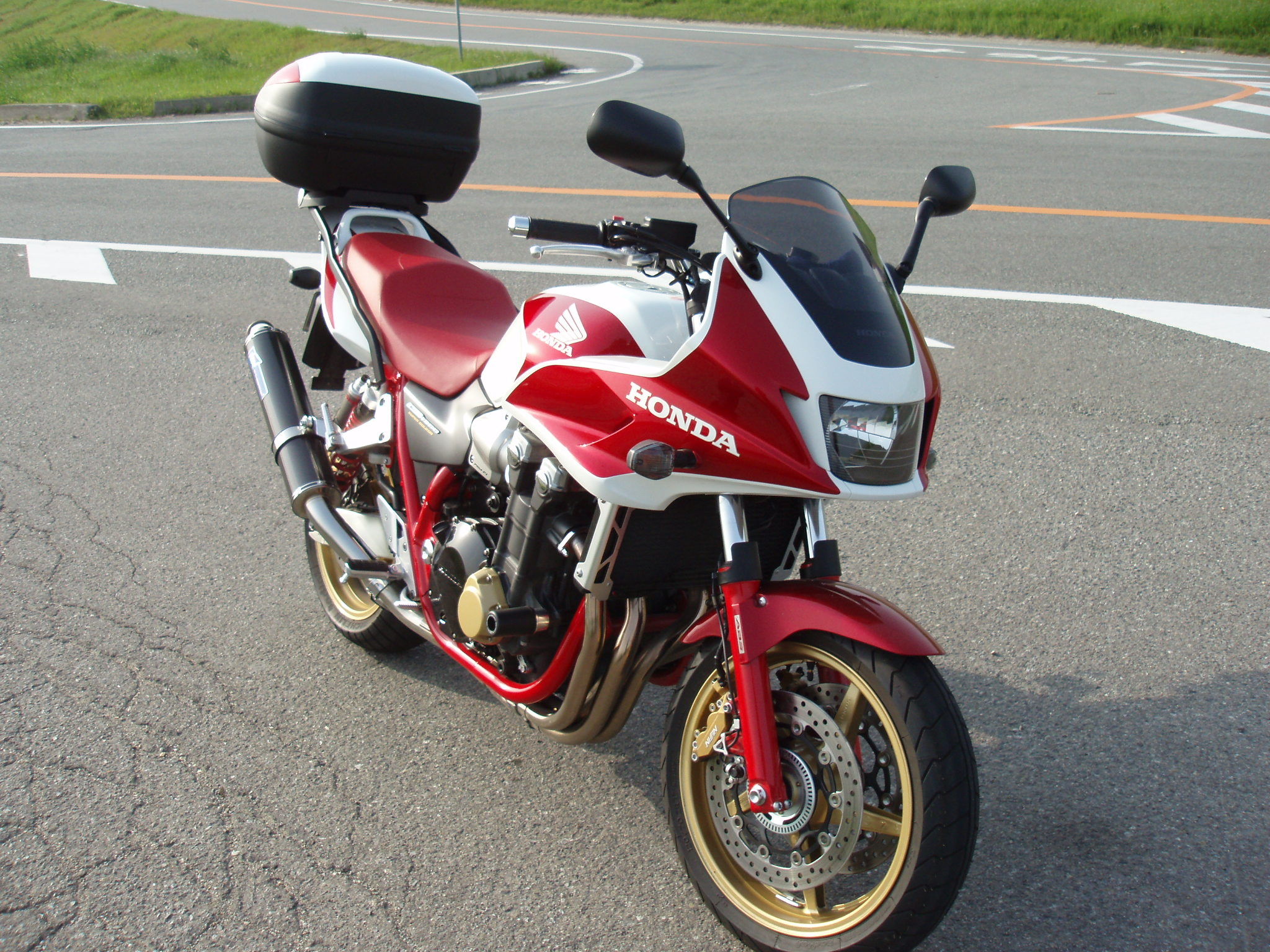
CB1300 SUPER BOL D'OR ABSスペシャル

フレームやシートを赤色に塗装したCB1300 SUPER BOL D'OR ABSスペシャルを最大1,000台までの受注限定で製造。
2007年モデル
2007年1月25日発表、同月26日発売。
車体番号140001 - 
以下の仕様変更を実施。
- シートを部位によって異なる表面加工を施したステッチパターンに変更。
- カラーラインナップは以下の2色が標準とされた。
  -          パールサンビームホワイトxキャンディーアルカディアンレッド、ホイール色：マットアクシスグレーメタリック
  -       グリントウェーブブルーメタリック、ホイール色：マットアクシスグレーメタリック
- ただしカラーオーダープランシステムを導入したため、以下の選択が受注生産で可能となった。
  -          パールサンビームホワイトxキャンディーアルカディアンレッド、ホイール色：スーパーゴールドメタリック
  -       グリントウェーブブルーメタリック、ホイール色：スーパーゴールドメタリック
  -       グラファイトブラック、ホイール色：マットアクシスグレーメタリック
  -       グラファイトブラック、ホイール色：スーパーゴールドメタリック
- さらに4月20日発表、同月25日発売でSUPER BOL D'ORのみに以下の新色を追加[17]。
  -          アイアンネイルシルバーメタリックxヘビーグレーメタリック、ホイール色：マットアクシスグレーメタリック

また、これらとは別に3月にはSUPER BOL D'ORに      黒・赤の特別塗装を施すほか、専用装備品を装着したCB1300無限エディションが500台までの受注限定で、無限テクニカルショップ指定店のみで発売された。
2008年モデル
2008年3月17日発表、同月18日発売。
車体番号150001 - 
以下の大幅なマイナーチェンジが実施された。
- 平成19年二輪車排出ガス規制適合車となり型式名をEBL-SC54へ変更。
- エキゾーストパイプ内部に三元触媒(HECS3)を内蔵させたため取り回しを変更[注 5]。
- スロットルバルブにIACV[注 6]装着したためチョーク弁を廃止しオートチョーク化。
- エンジン塗装をマットアクシスグレーメタリックに変更。
- ECUセッティング変更により最高出力が100ps→101ps/7000rpm、最大トルクが11.9kg-m→11.6kg-m/5500rpmに変更[注 7]。
- サイドカバーをボディと同色化。
- シートのタンデム部形状とステッチを変更。
- ハンドルグリップをより握りやすくグリップ性の高い材質とデザインに変更。
- メーターパネル文字盤の書体とデザインを変更。
- カラーラインナップは以下の5色が設定された。
  -       パールサンビームホワイトxキャンディーアルカディアンレッド
  -       ダークネスブラックメタリックxキャンディータヒチアンブルー
  -       ダークネスブラックメタリックxキャンディーグローリーレッド
  -       パールコロナドブルーxサハラブルーメタリック(SUPER BOL D’OR限定)
  -       アイアンネイルシルバーメタリックxヘビーグレーメタリック(Super FOUR限定)
- ホイール色はマットアクシスグレーメタリックであるが、SUPER FOURのみに設定された2種の車体色に限りオーダーシステムでスパークリングシルバーメタリックの選択が可能。

また4月18日から5月31日まで期間かつ500台受注限定でCB1300 SUPER FOUR＜ABS＞スペシャルエディションが販売された。本モデルは、パールサンビームホワイトの車体色を基調に燃料タンクとリヤカウル両サイドにレッドとブルーのストライプを施したほか、フレーム・フロントフェンダー・フロントフォークボトムケースをレッド、クランクケースカバー・前後ホイールをゴールドに塗装する。
2009年モデル
2008年12月18日発表、同月24日発売。
車体番号160001 - 
カラーラインナップに以下の新色を追加。
SUPER FOUR
-       ダークネスブラックメタリックxデジタルシルバーメタリック
-       パールサンビームホワイトxデジタルシルバーメタリック

SUPER BOL D'OR
-       パールサンビームホワイトxチェッカーブラックメタリック

2010年モデル
2009年11月26日発表、12月10日発売。
車体番号170001 - 
SUPER TOURING追加に伴うSUPER FOUR・SUPER BOL D'ORにはマイナーチェンジで以下の変更を実施。
- ABSに前後連動機構を追加したコンパインドタイプへ変更。
- ハンドルのグリップポイントを14mm手前、23mm上方へ移動。
- サイドカバーをより薄いタイプへ変更。
- オプション設定のGPSナビゲーションシステムやグリップヒーターなどの電装アクセサリーの同時装着にへの対応を考慮しACジェネレーターの出力を大幅に増加。
- シートならびにシートレールの形状を見直しを実施しシート高を従来の790mmから780mmに低下[注 8]。
- リヤカウル周辺のデザインを変更し、テールランプはLEDを採用。
- 車体色は以下の3種を設定。
  -    グラファイトブラック
  -          パールサンビームホワイトxキャンディーアルカディアンレッドxサイクロンブルーメタリック
  -       パールサンビームホワイトxキャンディーアルカディアンレッド(受注生産限定カラー)

2011年モデル
2010年11月4日発表、同月11日発売。
車体番号180001 - 
以下の変更を実施。
- グラファイトブラック塗装にゴールドのストライプを施工。
- リヤサスペンションリザーバータンクをゴールド塗装に変更。

スーパーボルドールABSとスーパーツーリングに2011年5月8日まで受注期間限定のCB1300Special Editionを追加発売、以下の専用装備が施された。
- 車体・ホイール共にパールサンビームホワイト塗装。
- フューエルタンクの立体ウイングエンブレム。
- 左右クランクケースカバー・チェーン・前後ブレーキキャリパーにゴールドカラーを採用。

2012年モデル
2011年12月20日発表、2012年1月13日発売。
車体番号190001 - 
カラーラインナップを以下の3種に変更。
- グラファイトブラック
- パールサンビームホワイトxキャンディーアルカディアンレッド
- パールサンビームホワイトxキャンディーアルカディアンレッドxサイクロンブルーメタリック

また前後ホイール・前後ブレーキキャリパー・左右クランクケースカバー・フロントディスクインナーハブ・フロントフォークトップキャップがゴールドカラーに変更されるともにグラファイトブラックのみリヤサスペンションリザーバータンクがシルバー塗装に変更となった。
2013年モデル
2012年モデルに追加する形でCB1000 SUPER FOURの誕生20周年を記念した特別仕様車Special EditionをSUPER FOUR・SUPER BOL D'ORそれぞれのABS装着車に設定し、2012年9月28日から2013年5月7日までの期間ならびに最大400台までの受注で限定販売された。同車は以下の専用装備を実施。
- 車体色：      パールサンビームホワイトxキャンディープロミネンスレッド
- PROJECT BIG-1 20周年記念ステッカーを燃料タンク上部に貼付
- 前後ブレーキキャリパー・フロントディスクハブ・ドライブチェーン・車体ロゴをゴールド塗装
- 前後ホイールをメタリックシルバーに塗装
- 燃料タンクのウイングエンブレムを立体タイプに換装
- スパークプラグキャップをレッドタイプに換装
- 下記部位にバフ仕上げを施工
  - クラッチカバー・フロントフォークボトムケース・メインステップ・ピリオンステップ・フロントブレーキマスターシリンダーキャップ・クラッチマスターシリンダーキャップ

2014年モデル
2013年11月の第43回東京モーターショーに参考出品。2014年3月14日発表、同月20日発売。
車体番号200001 - 
SUPER TOURING廃止を伴う大幅なマイナーチェンジにより以下の変更を実施。
SUPER FOUR・SUPER BOL D'OR共通
- トランスミッションを5速→6速に変更
- PGM-Fiのセッティング変更
- 平成26年騒音規制の緩和によりマフラーをサイレンサー小型化
  - 排気可変バルブ機構の廃止

- 60km/h定地走行テスト値を25.5km/L→26.8km/Lへ向上
- T.R.-C.ABSの特徴であったコンバインドシステムを廃し一般的なABS装備へ変更
- リヤキャリア・トップボックス・パニアケースを純正オプションに設定
  - 装着対応の観点からシートレール補強に加えフレーム各部の剛性バランス見直しを実施

- アルミキャストホイールを新デザインの10本スポークへ変更
- サイドカバーのデザインを変更し、幅をさらにスリム化
- 燃料タンクのホンダウイングマークを立体エンブレム化
- ギアポジションインジケーター・燃費表示機能を新たに採用した新設計二眼メーターを採用
- ETC・グリップヒーターならびに専用インジケーターランプを標準装備したE Packageを設定
- テールランプレンズをクリア化

SUPER BOL D'OR
- ハーフカウルのデザインを変更
- ハンドル位置を手前かつ上に変更
- サイドパニアケース装着を想定しサイレンサー位置を車体下側に変更
- ヘッドライトをLED化

2015年モデル
車体番号210001 - 
2015年2月20日発表。
特別仕様車Special EditionをSUPER FOUR・SUPER BOL D'ORそれぞれのE Packageに設定し、同日から同年6月8日までの期間、ならびに最大300台までの受注で限定販売された。同車は以下の専用装備を施された。
- 車体色：      パールコスミックブラックxキャンディーアリザリンスレッド(ストライプ)
- シリンダーヘッドカバーをホイールと同色のブラウンメタリックに塗装
- スイングアーム・チェーンケースをブラックアルマイト仕上げに変更
- 下記部位にブラック塗装を施工
  - 前後ブレーキキャリパー
  - フロントフォークトップボルト
  - フォークトップブリッジ
  - ステアリングステム
- リヤショックアブソバーリザーバータンクをグレイアルマイト仕上げに変更

2016年モデル
2016年3月10日発表、同月18日発売。
車体番号220001 - 
以下のカラーリング変更を実施。
- 新規追加
  -       ：チタニウムブレードメタリック
- 継続
  -          ：パールサンビームホワイト
  -    ：ダークネスブラックメタリック
- 廃止
  -    ：ソードシルバーメタリック

また同年4月11日発表、同月18日発売で受注期間台数を発表日から6月1日まで合せて250台までとし、SUPER FOUR・SUPER BOL D'ORのE Packageをベースに以下の仕様変更を施した限定モデルSpecial Editionを追加。
- 車体色：   グラファイトブラックx   キャンディーアルカディアンレッド(ストライプ)
- シリンダーヘッドならびにクランクケースカバーをブロンズゴールド塗装
- ホイール・ブレーキディスクハブ・ブレーキキャリパー・トップブリッジ・ステアリングステム・フロントフォークキャップをブラックで統一
- スイングアームとチェーンケースをブラックアルマイト加工
- CBのロゴをデザインに取り入れた専用リムストライプ装着
- リヤサスペンションはリザーバータンクをダークシルバー仕上げとした上でスプリングを赤色化

2018年モデル
2017年10月19日発表、同月20日発売。
車体番号230001 - 
以下の変更を実施。
- 平成28年二輪車排出ガス規制適合車となり、型式名を2BL-SC54へ変更
- エンジン出力の向上
  - 最高出力：74kW[101ps]/7,000rpm→81kW[110ps]/7,250rpm
  - 最大トルク：115N・m[11.7kgf-m]/5,500rpm→118N・m[12.0kgf-m]/5,500rpm
- アシスト＆スリッパークラッチを採用
- サイレンサーを小型2室構造へ変更
- 前後サスペンションセッティング変更
- フロントブレーキキャリパーのピストン径を最適化しブレーキ効力を向上
- SUPER FOURのヘッドライトをLED化
- ウインカー小型バータイプLED化
- 燃料タンク上面にPROJECT BIG-1誕生25周年記念専用マークを貼付
- ETC車載器・グリップヒーターをオプションから標準装備化
- アクセサリーソケットをシート下に設置
- 前後ホイールエアバルブをL字型タイプへ変更
- 左シートカウル下部にヘルメットホルダーを設置
- ウェーブキーを採用
- 以下のカラーリング2パターンを設定
  -             ：パールサンビームホワイト
  -       ：ソードシルバーメタリック

2019年モデル
2018年10月19日発表、同月26日発売。
車体番号240001 - 
搭載ETC車載器をETC2.0へ変更した上で以下のバリエーションモデル追加、ならびに標準モデルのカラーリング変更などを実施。
- CB1300 SUPER FOUR・CB1300 SUPER BOL D'ORともにSPモデルが追加されノーマルモデルと比較し以下の装備変更が施された(そのかわり限定モデルSpecial Editionが設定されなくなった)
  - 前後サスペンションはオーリンズ社と共通開発したCB1300専用品を装着
  - 前ブレーキをブレンボ製ラジアルマウント式モノブロック対向4ポットキャリパーへ変更
  - 最低地上高・シート高・全高を10mmアップ
  - スイングアームに黒色塗装を施工
  -          ：パールホークスアイブルーの専用カラーリング
- 標準車は以下のカラーリング変更を実施
  - 継続
    -             ：パールサンビームホワイト

  - 新規
    -       ：ダークネスブラックメタリック

  - 廃止
    -       ：ソードシルバーメタリック

2021年モデル
2020年12月21日発表、2021年3月18日発売。
2022年モデル
SPモデルをベースとした30周年記念モデル「CB1300 SUPER FOUR SP 30th Anniversary」「CB1300 SUPER BOL D’OR SP 30th Anniversary」を期間限定受注で販売することを発表。受注期間は2022年10月21日から2023年1月9日までとされた。
30th Anniversaryモデル専用装備として、以下を設定。これはSUPER FOUR・SUPER BOL D’OR 30th Anniversaryの共通専用装備である。
- 「PROJECT BIG-1」30周年記念ロゴマーク(フューエルタンク上部)
- “BIG-1”のアイデンティティーであるホワイトxレッドのカラーリング(パールサンビームホワイトxキャンディーレッドxゴールドメタリック)：
- ゴールドの車体ストライプと同色のホイール設定
- ダブルクレードル・フレームをメタリックレッド塗装

2024年モデル
2024年3月21日発表、同5月23日発売。SPモデルのみカラーリング設定を一部変更し発売。STDモデルは変更なし。シリーズ合計計画販売台数1500台。
2025年モデル(最終モデル)
2025年2月21日発表、同2月28日発売。STD・SP両モデル共にカラーリングを変更しCB1300Final Editionとして発売。これにより1992年に販売を開始した初代「CB1000 SUPER FOUR」の系譜を継ぐ、現行CB1300シリーズの最終モデルとなり、33年にわたるロングセラーオートバイの終焉を迎えることとなった。シリーズ合計計画販売台数3400台。
- STD・SP共通装備
  - 初代モデルをイメージしたカラーリングを採用
  - 燃料タンク上部に“Final Edition”のステッカーを採用
  - ゴールドカラーのドライブチェーンを採用
  - シルバーカラーのスイングアーム、トップブリッジ、ステアリングステムを採用
- SF共通装備
  - 燃料タンク側面のデザインにHondaロゴのステッカーを採用(ウイングマークではない)
- SB共通装備
  - ウイングマークのバッジを採用

- STDモデルカラー
  -    ：グラファイトブラック
- SPモデルカラー
  -       ：パールサンビームホワイト

## CB1300P
| CB1300P |  | 専用メーター |
| CB1300P |  | 専用メーター |

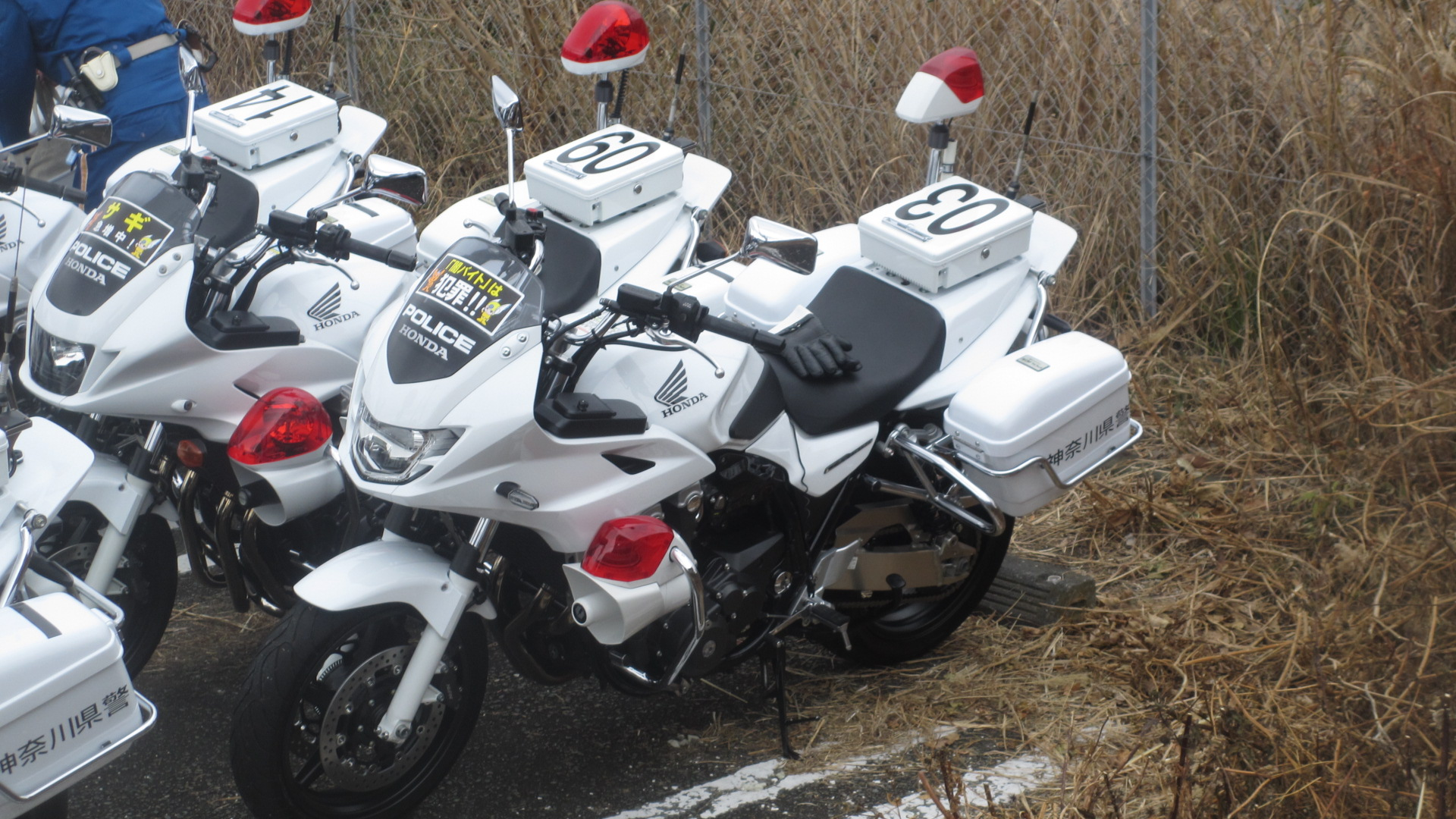
ウインカーと警光灯がLED化された、2021年以降配備モデル

2009年から納入が開始された白バイ仕様。車名もCB1300であり、SUPER BOL D'OR2008年モデルをベースとするが、型式名がEBL-SC62となる別車種で、SC54とは以下に示す主な相違点がある。
- 部品類別番号:
- ミラーをハンドルマウント化
- 前ウィンカーの位置変更
- 専用デジタルメーター
- アップハンドル化ならびにステップ位置の変更
- サイドボックス装着のためマフラーが低位置マウントとなり、跳ね上げ角度も小さい専用品を装備
- ショーワ製リヤショックアブソーバ
- ABSは装備するが前後連動機構は未装備
- ACジェネレーター出力を大幅に増加

またベースモデルのマイナーチェンジに併せた変更も実施されており、2014年モデル以降でも5段MT、ならびにハロゲンヘッドライトを引き続き搭載するがサイレンサー形状を変更。さらに平成28年二輪車排出ガス規制適合車となった2018年モデル以降は型式名を2BL-SC62へ変更し、継続生産されている。2021年モデルから市販車同様にLEDヘッドライト、ウィンカーを装備する。
2022年12月8日、電気系統の不具合で国土交通省に2020年12月から2021年12月生産分のリコールを届け出た。